# Entephria deaurata
Entephria deaurata là một loài bướm đêm trong họ Geometridae.